# マスオガイ
マスオガイ（マスオウガイ；真蘇芳貝 Psammotaea elongata）はシオサザナミ科に属する 二枚貝の一種で、内外面とも薄紫色の前後に長い形の貝殻をもち、殻長は約5cm以下。貝殻は薄く、外面の後方に2すじの弱い放射線模様があり、腹縁にかけて褐色の薄皮におおわれる。紀伊半島以南の河口汽水域の潮間帯の泥砂底に棲む。近年本属はGari属に含められるようになった。本種名の「スオウ(蘇芳色)」は黒みをおびた赤色のこと。
　